# Herta Anitaș
Herta Anitaș   (Timișoara, 18 d'agost de 1962) és una exremadora romanesa que va competir durant la dècada de 1980.
El 1988 va prendre part en els Jocs Olímpics de Seül, on disputà dues proves del programa de rem. Guanyà la medalla de plata en la competició del vuit amb timoner i la de bronze en el quatre amb timoner, formant equip amb Doina Balan-Snep, Veronica Necula, Ecaterina Oancia i Marioara Trasca. En el seu palmarès també destaca una medalla de bronze al Campionat del món de rem.